# Sladký život (film, 2024)
Sladký život je česká filmová komedie z roku 2024 režiséra Tomáše Hoffmana. Hoffman společně s Martinem Horským k filmu napsal i scénář. V hlavních rolích se objevili Vladimír Polívka, Petra Hřebíčková, Jan Cina a další. Film měl premiéru v kinech 14. března 2024. Na streamovací platformě Voyo byl zpřístupněn 13. července 2024.

## Obsazení
- Vladimír Polívka jako Rosťa Beran
- Petra Hřebíčková jako Magda
- Jan Cina jako Jindřich Lípa
- Olivie Sulženková jako Baruška Lípová
- Alžběta Dolečková jako Zuzka
- Jenovéfa Boková jako Anička Lípová
- Vojtěch Kotek jako Ctirad
- Hynek Čermák jako Robert
- Marie Anna Myšičková jako Simona
- Eva Leinweberová jako Slepičková
- Bohumil Klepl jako Slepička
- Jitka Sedláčková jako Cvrčková
- Zlata Adamovská jako máma Simony
- Miroslav Táborský jako táta Simony
- Tereza Kostková jako Učitelka
- Martin Sitta jako zastavárník
- Jaromír Nosek jako bigbiťák
- Jiří Vejdělek jako primář
- Luděk Jelen jako bodyguard
- Michaela Pecháčková jako Romana
- Natálie Hejlová jako krásná sestra
- Johana Nováčková jako mladá sestra
- Hana Můllerová jako sestra
- Justýna Zedníková jako Kráska
- Valentina Tran jako Kristýna
- Barbora Hankeová jako Sandra
- Henrique Pinto jako Pedro
- Ester Kabelová jako anesteziološka
- Petr Kocourek jako pacient
- Zdeněk Kajer jako mladší pacient
- Antonín Hardt jako moudrý pán
- Zuzana Častková jako úřednice
- Zdeněk Bahenský jako hokejista
- Robert Záruba (hraje sám sebe)